# Entephria atrata
Entephria atrata là một loài bướm đêm trong họ Geometridae.